# Acacia rothii
Acacia rothii é uma espécie de leguminosa do gênero Acacia, pertencente à família Fabaceae.